# WCW Uncensored
Pour les articles homonymes, voir Uncensored.
Uncensored est un ancien pay-per-view de catch de la World Championship Wrestling, qui se déroulait au mois de mars de 1995 à 2000. Il était remplacé par Greed en 2001.

Logo WCW Uncensored, 1999-2000.

Le concept récurrent de Uncensored était que cet évènement, en storyline, ne pouvait être contrôlé par les dirigeants de la WCW. Ainsi, chaque match était « insanctionné », voulant dire qu'ils n'étaient pas sujet aux règles normales de la WCW dans les matchs de catch. (Bien sur, en réalité rien de tout cela n'était vrai ; c'était un show WCW normal, avec cependant une habitude à intégrer plus de matchs à stipulations que d'habitude.) Cette notion cependant disparaissait dans les dernières années de l'évènement.

## 1995
Uncensored 1995 s'est déroulé le 19 mars 1995 au Tupelo Coliseum de Tupelo, Mississippi.
- Dark match : Alex Wright def. Mark Starr(2:44)
  - Wright a effectué le tombé sur Starr.
- Dark match : Steve Austin def. Tim Horner(1:27)
  - Austin a effectué le tombé sur Horner.
- Dark match : Stars 'n' Stripes (Marcus Alexander Bagwell et The Patriot) def. Dick Slater et Bunkhouse Buck(9:34)
  - Bagwell a effectué le tombé sur Slater.
- The Blacktop Bully def. Dustin Rhodes dans un King of the Road match
  - Bully sonnait la cloche pour l'emporter.
  - Ce match était au préavis enregistré, et édité.
- Meng def. Jim Duggan dans un match d'arts martiaux (7:04)
  - Meng a effectué le tombé sur Duggan.
- Johnny B. Badd def. Arn Anderson dans un boxeur vs. catcheur match (0:22 3e round)
  - Badd a mis KO Anderson.
- Randy Savage def. Avalanche par disqualification(11:44)
  - Avalanche était disqualifié quand un "fan" (Ric Flair en travesti) attaquait Savage.
- Big Bubba Rogers def. Sting(13:43)
  - Rogers a effectué le tombé sur Sting.
- The Nasty Boys (Brian Knobbs et Jerry Sags) def. Harlem Heat (Booker T et Stevie Ray) dans un Falls Count Anywhere match(8:43)
  - Knobbs a effetcué le tombé sur Booker.
- Hulk Hogan def. Vader dans un Leather Strap match(15:28)
  - Hogan l'emportait quand il entraînait avec lui Ric Flair qui intervenait et touchait les quatre coins du ring.

## 1996
Uncensored 1996 s'est déroulé le 24 mars 1996 au Tupelo Coliseum de Tupelo, Mississippi.
- Dark match : Mr. JL def. Dean Malenko (3:20)
  - JL a effetcué le tombé sur Malenko.
- Dark match : Jim Duggan def. Big Bubba Rogers (3:20)
  - Duggan a effectué le tombé sur Rogers.
- Dark match : Dick Slater def. Alex Wright (1:55)
  - Slater a effectué le tombé sur Wright.
- Dark match : The Steiner Brothers (Rick et Scott) ont combattu The Nasty Boys (Brian Knobbs et Jerry Sags) pour un match nul (5:19)
- Konnan def. Eddie Guerrero pour conserver le WCW United States Championship (18:27)
  - Konnan a effectué le tombé sur Guerrero après un coup dans les parties intimes.
- The Belfast Bruiser def. Lord Steven Regal par disqualifiaction (17:33)
- Colonel Robert Parker def. Madusa Micelli (3:47)
  - Parker a effectué le tombé sur Micelli après que Dick Slater a interrompu le tombé de Madusa sur Parker, ce qui permettait à ce dernier de contrer.
- The Booty Man def. Diamond Dallas Page (16:00)
  - Booty Man a effectué le tombé sur Page après un coup de genou sur Page.
- The Giant def. Loch Ness (2:34)
  - Giant a effectué le tombé sur Loch Ness après un Leg drop.
- Sting et Booker T def. The Road Warriors (Hawk et Animal) dans un Chicago Street Fight (29:33)
  - Booker a effectué le tombé sur Hawk après une intervention de Stevie Ray qui le frappait avec une chaise.
- Hulk Hogan et Randy Savage def. The Alliance to End Hulkamania (Ric Flair, Arn Anderson, Meng, The Barbarian, Lex Luger, Kevin Sullivan, Z-Gangsta et The Ultimate Solution) dans un Tower of Doom Steel Cage match (25:16)
  - Savage a effectué le tombé sur Flair après que Lex Luger l'a frappé "accidentellement" avec un gant.

## 1997
Uncensored 1997 s'est déroulé le 16 mars 1997 au North Charleston Coliseum de Charleston, South Carolina.
- Dark match : Ice Train def. Maxx Muscle
  - Train a effetcué le tombé sur Muscle.
- Dean Malenko def. Eddie Guerrero pour remporter le WCW United States Championship (19:14)
  - Malenko a effetcué le tombé sur Guerrero après l'avoir frappé avec la caméra de Syxx.
- Ultimo Dragon (w/Sonny Onoo) def. Psicosis (13:17)
  - Dragon a effectué le tombé sur Psicosis après un Tornado DDT.
- Glacier def. Mortis (9:04)
  - Glacier a effectué le tombé sur Mortis après un Cryonic Kick.
  - Après le match, Bryan Clark se rammenait et portait un Cobra Clutch Slam sur Glacier.
- Buff Bagwell def. Scotty Riggs dans un Strap match (12:25)
  - Bagwell touchait les quatre coins du ring pour l'emporter.
- Harlem Heat (Booker T et Stevie Ray) def. The Public Enemy (Rocco Rock et Johnny Grunge) dans un Texas Tornado match (13:17)
  - Booker a effectué le tombé sur Rock après un Harlem Hangover.
- Prince Iaukea def. Rey Misterio, Jr. pour conserver le WCW World Television Championship (13:41)
  - Iaukea a effectué le tombé sur Misterio.
- Team nWo (Kevin Nash, Scott Hall, Hollywood Hogan et Randy Savage) (w/Dennis Rodman) def. Team Piper (Roddy Piper, Chris Benoit, Steve McMichael aet Jeff Jarrett) et Team WCW (Lex Luger, The Giant et Scott Steiner) dans un Triangle Elimination match (19:22)
  - The Giant était envoyé par-dessus la troisième corde (4:55)
  - Nash a porté une Clothesline sur Jarrett pour le projetter par-dessus la troisième corde (9:21)
  - Hall a porté un Back Bodydrop sur McMichael pour le faire passer par-dessus la troisième corde (9:45)
  - Nash a envoyé Steiner par-dessus la troisième corde (10:16)
  - Hogan a envoyé Piper par-dessus la troisième corde quand Rodman retirait une corde
  - Hall et Nash projetaient Benoit par-dessus la troisième corde (16:27)
  - Luger a fait abandonner Savage sur le Torture Rack (18:23)
  - Luger a envoyé Nash par-dessus la troisième corde (18:31)
  - Luger a fait abandonner Hall sur le Torture Rack (18:45)
  - Hogan a effectué le tombé sur Luger après que Savage aspergeait les yeux de Luger avec du spray (19:22)
    - Après le match, Sting venait et attaquait les quatre membres de la Team nWo.

## 1998
Uncensored 1998 s'est déroulé le 15 mars 1998 au Mobile Civic Center de Mobile, Alabama.
- Booker T def. Eddie Guerrero (w/Chavo Guerrero, Jr.) pour conserver le WCW World Television Championship (11:08)
  - Booker a effectué le tombé sur Eddie après un Missile Dropkick.
- Juventud Guerrera def. Konnan (10:21)
  - Guerrera a effectué le tombé sur Konnan avec un roll-up.
- Chris Jericho def. Dean Malenko pour conserver le WCW Cruiserweight Championship (14:42)
  - Jericho a fait abandonner Malenko sur le Liontamer.
- Lex Luger def. Scott Steiner (3:53)
  - Luger a effetcué le tombé sur Steiner.
- Diamond Dallas Page def. Chris Benoit et Raven dans un Triple Threat match pour conserver le WCW United States Championship (17:09)
  - Page a effectué le tombé sur Raven après un Diamond Cutter à travers une table.
- The Giant def. Kevin Nash par disqualification (6:36)
  - Nash était disqualifié quand Brian Adams attaquait Giant.
- Bret Hart def. Curt Hennig (w/Rick Rude) (13:51)
  - Hart a fait abandonner Hennig sur le Sharpshooter.
- Sting def. Scott Hall pour conserver le WCW World Heavyweight Championship (8:28)
  - Sting a effectué le tombé sur Hall après un Scorpion Deathdrop.
- Hulk Hogan a combattu Randy Savage pour un match nul dans un Steel cage match (16:21)
  - Le match s'arrêtait quand Savage & Sting se battaient contre Hogan & The Disciple alors que l'arbitre était à terre.

## 1999
Uncensored 1999 s'est déroulé le 14 mars 1999 au Freedom Hall de Louisville, Kentucky.
- Billy Kidman def. Mikey Whipwreck pour conserver le WCW Cruiserweight Championship (15:01)
  - Kidman a effectué le tombé sur Whipwreck après un Shooting star press.
- Stevie Ray def. Vincent dans un Harlem Street Fight (6:30)
  - Ray a effectué le tombé sur Vincent après l'avoir frappé avec une arme pour prendre le contrôle de la nWo Black and White.
- Kevin Nash (w/Lex Luger et Miss Elizabeth) def. Rey Misterio Jr. (6:19)
  - Nash a effetcué le tombé sur Misterio après un Jacknife Powerbomb.
- Jerry Flynn def. Ernest Miller (en) et Sonny Onoo dans un match Handicap (7:08)
  - Flynn a effectué le tombé sur Onoo.
- Hak def. Bam Bam Bigelow et Raven (w/Chastity) dans un Falls Count Anywhere Triple Threat match (14:29)
  - Hak a effectué le tombé sur Raven après que Chastity hit Raven l'a frappé dans l'entre-jambe avec un coup de boule.
- Chris Benoit et Dean Malenko def. Curt Hennig et Barry Windham dans un Lumberjack match pour remporter le WCW World Tag Team Championship (16:58)
  - Benoit a effectué le tombé sur Hennig après un Diving Headbutt.
  - Les bûcherons étaient: Norman Smiley, Hugh Morrus, Meng, Kenny Kaos, Arn Anderson, Kendall Windham, Bobby Duncum, Jr., Prince Iaukea.
- Saturn def. Chris Jericho (w/Ralphus) dans un Dog Collar match (11:50)
  - Saturn a effectué le tombé sur Jericho après un Death Valley Driver.
- Booker T def. Scott Steiner pour remporter le WCW World Television Championship (13:30)
  - Booker a effectué le tombé sur Steiner après que Buff Bagwell l'a frappé accidentellement avec une chaise.
- Ric Flair def. Hulk Hogan dans un First Blood Steel cage match pour remporter le WCW World Heavyweight Championship et le contrôle de la WCW (14:19)
  - Flair a effectué le tombé sur Hogan alors que celui-ci subissait le Figure-Four leglock.

## 2000
Uncensored 2000 s'est déroulé le 19 mars 2000 au AmericanAirlines Arena de Miami, Floride.
- The Artist (w/Paisley) def. Psicosis (w/Juventud Guerrera) pour conserver le WCW Cruiserweight Championship (7:22)
  - The Artist a effectué le tombé sur Psicosis après un Tornado DDT.
- Norman Smiley et The KISS Demon def. Lenny Lane et Rave (3:41)
  - Smiley a fait abandonner Lane sur le Norman Conquest.
- Bam Bam Bigelow def. The Wall par disqualification (3:26)
  - Wall était disqualifié quand il chokeslammait Bigelow à travers une table.
- Brian Knobbs def. 3 Count (Evan Karagias, Shannon Moore, et Shane Helms) pour remporter le WCW Hardcore Championship (6:51)
  - Knobs a effectué le tombé sur Helms après l'avoir frappé avec une chaise (3:00)
  - Knobs a effectué le tombé sur Karagias après un Running powerbomb à travers une table (4:15)
  - Knobs a effectué le tombé sur Moore après l'avoir frappé avec une poubelle (6:51)
- Billy Kidman et Booker (w/Torrie Wilson) def. Harlem Heat 2000 (Big T et Stevie Ray) (w/Cash et J. Biggs) (6:59)
  - Kidman a effectué le tombé sur Big T avec un Sunset Flip.
- Vampiro def. Fit Finlay dans un Falls Count Anywhere match (8:38)
  - Vampiro a effectué le tombé sur Finlay après un Nail in the Coffin sur le sol.
- The Harris Brothers (Ron et Don) def. The Mamalukes (Big Vito et Johnny the Bull) (w/Disco Inferno) pour remporter le WCW World Tag Team Championship (8:45)
  - Ron a effectué le tombé sur Johnny après le H-Bomb.
- Dustin Rhodes def. Terry Funk dans un Bullrope match (9:01)
  - Rhodes a effectué le tombé sur Funk après un DDT sur la cloche.
- Sting def. Lex Luger (w/Miss Elizabeth) dans un Lumberjacks with Casts match (7:01)
  - Sting a effectué le tombé sur Luger après un Scorpion Deathdrop.
  - Les bûcherons étaient: Curt Hennig, Doug Dillinger, Fit Finlay, Brian Knobbs, Vampiro, Ron Harris, Don Harris, Stevie Ray, Big T, Hugh Morrus.
- Sid Vicious def. Jeff Jarrett pour conserver le WCW World Heavyweight Championship (7:36)
  - Vicious a effectué le tombé sur Jarrett après un leg drop de Hulk Hogan.
- Hulk Hogan def. Ric Flair dans un Strap match (14:28)
  - Hogan a touché les quatre coins du ring pour l'emporter.